# Алнашский колхозник
«Ална́шский колхо́зник» (укр. «Алнаський колгоспник») — районна громадська газета російською та удмуртською мовами, що виходить в Алнаському районі Удмуртії, Росія. Засновником газети є Алнаська районна рада та трудовий колектив редакції.
Газета виходить двічі на тиждень. Наклад: удмуртською мовою — 700—720, російською — 1000—1100 примірників (кінець 1990-их). Перший номер вийшов 1 серпня 1931 року як орган Алнаського РК ВКП(б) та районної ради.
Редактори: Н. М. Верещагін, А. В. Конюхова, С. Т. Шихарев, М. Д. Ішматова, П. М. Кубашев, А. Є. Комаров, М. П. Кузнецов, Л. І. Посадова, І. З. Іванов та інші.